# Suchań
Suchań (deutsch Zachan) ist eine Kleinstadt in der Woiwodschaft Westpommern in Polen. Die Stadt ist Sitz der Stadt-und-Land-Gemeinde Gmina Suchań und gehört mit dieser zum Powiat Stargardzki (Stargarder Kreis).

## Geographische Lage
Der Ort liegt in Hinterpommern am Krebsbach, einem Nebenfluss der Ina, etwa 21 Kilometer östlich der Stadt Stargard. Durch den Ort hindurch führt die Landesstraße 10 (droga krajowa 10) Stettin–Bromberg.

## Geschichte

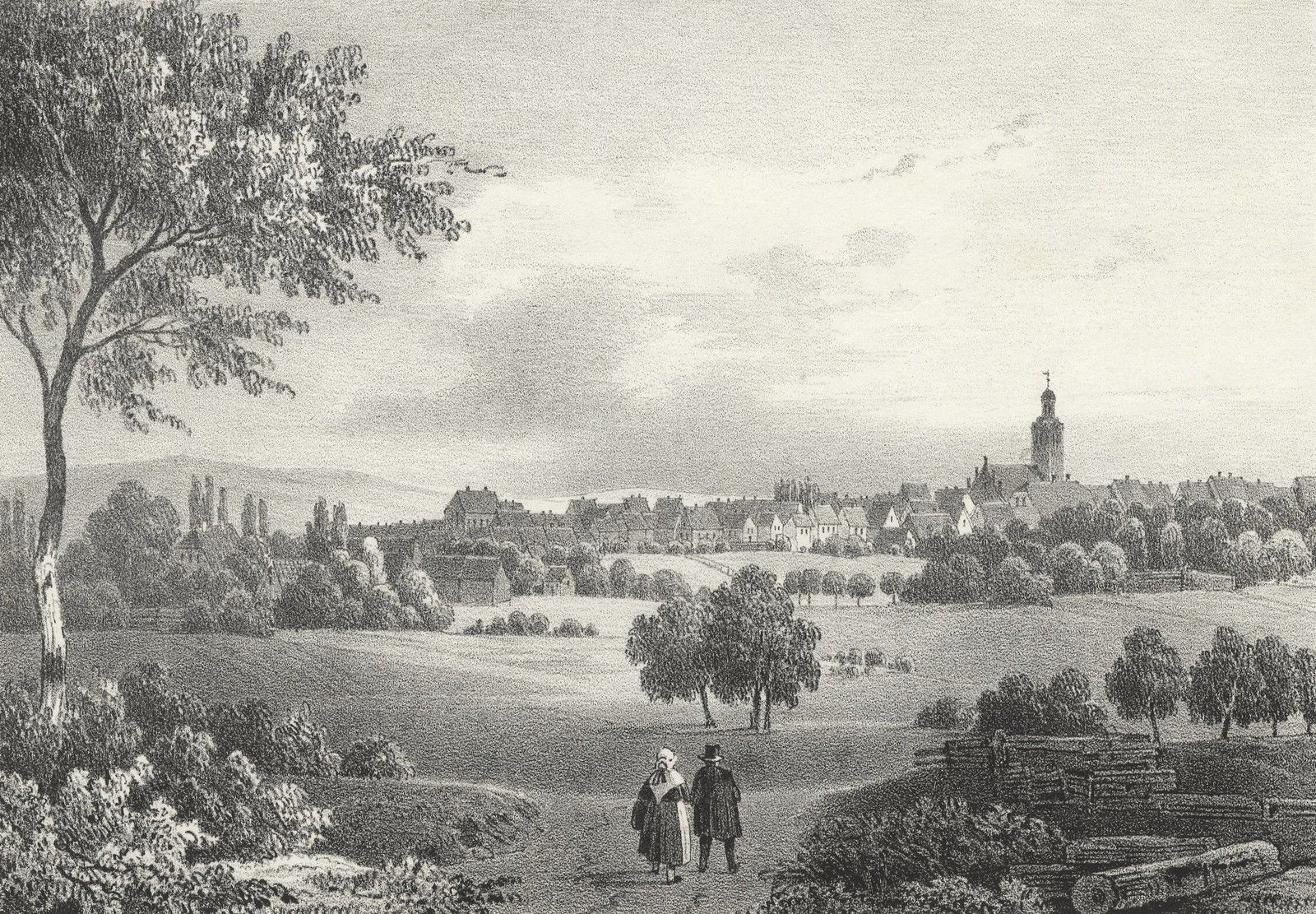
Zachan um 1846

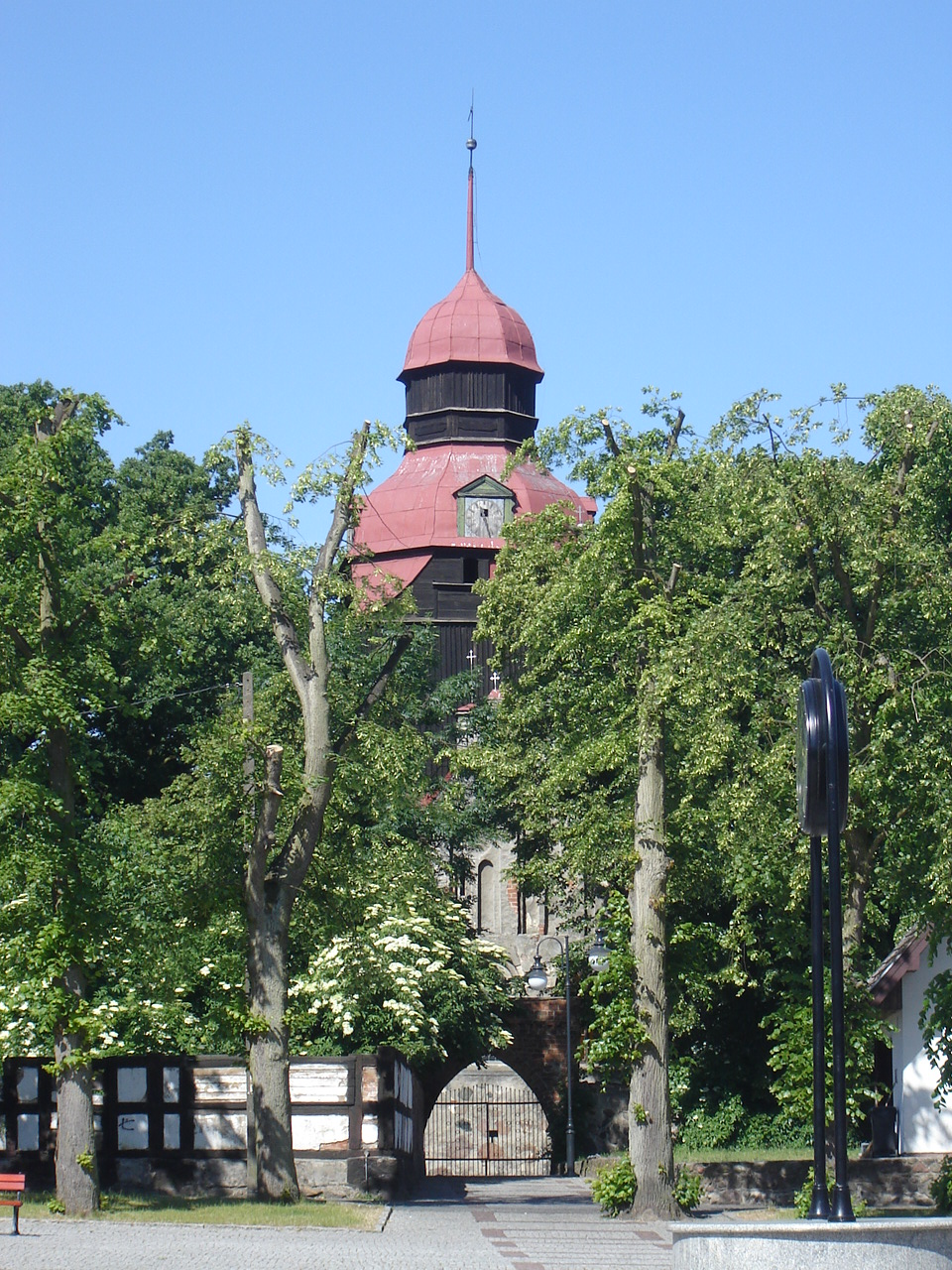
Stadtkirche (bis 1945 evangelisch).

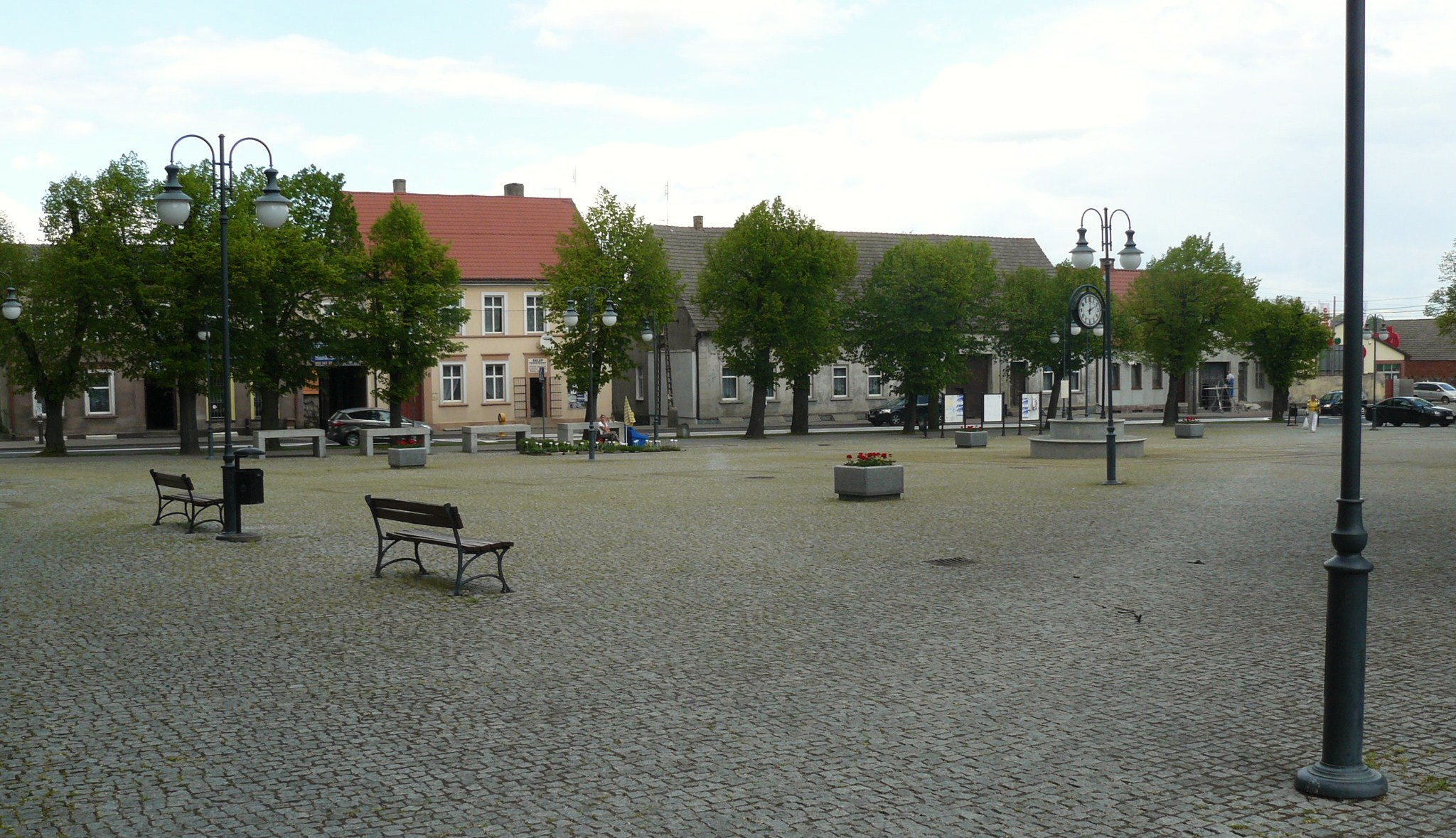
Marktplatz (2015)

In einer Urkunde aus dem Jahre 1269 wird erstmals eine „villa Zukan“ erwähnt. Zu dieser Zeit lag der pommersche Herzog Barnim I. mit dem Johanniterorden über Schuldforderungen gegen ihn im Streit. Der Orden erhob Anspruch auf mehrere Städte, zu denen auch Zachan gehörte. Schließlich gelang es den Johannitern, mit Hilfe des Papstes Zachan in ihren Besitz zu bringen. Wann Zachan Stadtrecht erhielt, ist unsicher, einige Quellen nennen das Jahr 1487. Sie richteten 1312 dort einen Komtursitz (Verwaltungssitz) ein. Ebenfalls bereits im ausgehenden 13. Jahrhundert hatten die Herren von Güntersberg ihren Hauptsitz in Ravenstein, einem heutigen Stadtteil von Zuchan eingenommen. Im Jahre 1545 wechselte Zachan seinen Eigentümer, es wurde von dem Hofmarschall Wolf Borcke erworben. Ein Jahrhundert später gab es erneut einen Eigentumswechsel, als 1654 die Familie von Schwerin Zachan erwarb. Ihr gehörte die Stadt bis 1709. 1784 wird in einer Ortsbeschreibung Zachan als „eine offene zu dem königlichen Amte Dölitz gehörige Mediatstadt“ erwähnt. Es heißt außerdem, dass damals Zachan 109 zum größten Teil strohgedeckte Häuser und 550 Einwohner hatte. Neben den üblichen Gewerken entstand eine bedeutende Leinenweberei.
Bis zum Ende des Dreißigjährigen Krieges lag Zachan im Herrschaftsbereich der pommerschen Herzöge. Danach starb das pommersche Herrscherhaus aus und Hinterpommern, zu dem auch Zachan gehörte, wurde brandenburgisch. Es wurde in den Saatziger Kreis eingegliedert, aus dem nach der preußischen Verwaltungsreform von 1818 der Kreis Saatzig mit der Kreisstadt Stargard wurde. Anfang des 20. Jahrhunderts gab es in Zachan eine evangelische Kirche, ein Rettungshaus, eine Bierbrauerei sowie Mühlen und Sägewerke. In der Stadt Zachan bestanden auch die Wohnplätze Bergrad, Fährzoll, Kolonie Zachan und Stadtgut Zachan.
Gegen Ende des Zweiten Weltkriegs wurde die Stadt zu 50 % zerstört. Nach der Besetzung durch die Rote Armee wurde die Stadt unter polnische Verwaltung gestellt. Es begann die Zuwanderung von Polen, vorwiegend aus den im Rahmen der „Westverschiebung Polens“ an die Sowjetunion gefallenen Gebieten östlich der Curzon-Linie. In der Folgezeit wurden die deutschen Bewohner der Stadt Zachan von der örtlichen polnischen Verwaltungsbehörde vertrieben. Zachan wurde in Suchań umbenannt.

## Einwohnerzahlen
- 1784: 0550
- 1816: 0655[3]
- 1905: 1384[4]
- 1925: 1299, darunter 9 Katholiken und 22 Juden[2]
- 1933: 1370[5]
- 2009: ca. 4300

## Sehenswürdigkeiten
Auf dem Anger befindet sich die spätmittelalterliche, aus Findlingen erbaute Kirche. In ihrem Innern befindet sich ein vier Meter hoher Renaissancealtar mit reichen Verzierungen aus dem Jahre 1618.

## Söhne und Töchter der Stadt
- Karl Gustav von Hille (vor 1590–1647), deutscher Hofbeamter und Schriftsteller
- Michael Friedrich Quade (1682–1757), deutscher evangelischer Theologe und Schulmann
- Paul Gennrich (1865–1946), deutscher evangelischer Theologe und Generalsuperintendent
- Martin Lindow (1880–1967), deutscher Astronom
- Friedrich-Carl zur Megede (1921–2003), deutscher Jurist, Präsident des Oberlandesgerichts Frankfurt am Main